# Aritmetika
Aritmetika (iz grščine ἀριθμός arithmos, 'število' in τική τέχνη, tiké [téchne], 'umetnost' ali 'spretnost') je veja matematike, ki je sestavljena iz proučevanja števil, zlasti z značilnostmi tradicionalnih operacije nad njimi – seštevanje, odštevanje, množenje, deljenje, potenciranje in korenjenje. Aritmetika je elementarni del teorije števil, šteje pa se, da je teorija števil skupaj z algebro, geometrijo in analizo eden od področij sodobne matematike najvišjega nivoja. Izraza aritmetika in višja aritmetika sta se uporabljala do začetka 20. stoletja kot sopomenki za teorijo števil, včasih pa ju še vedno uporabljajo za sklicevanje na širši del teorije števil.

## Zgodovina
Aritmetika je ena od dveh najstarejših panog matematike (druga je geometrija). Pojem števila je verjetno prvi abstraktni pojem, ki se je izoblikoval pri naših prednikih. 
Predzgodovina aritmetike je omejena na majhno število artefaktov, ki lahko kažejo na pojem seštevanja in odštevanja, najbolj znana je Kost Ishango iz osrednje Afrike, ki sega od nekje med 20.000 in 18.000 pr.n.št., čeprav se s to razlago ne strinjajo vsi.
Najstarejši pisni zapisi kažejo, da so Egipčani in Babilonci že leta 2000 pr.n.št. uporabljali vse elementarne aritmetične operacije. Ti artefakti ne razkrivajo procesa, ki se je uporabljal za reševanje problemov, ampak značilnosti določenega številskega sistema močno vplivajo na kompleksnost metod. Hieroglifni sistem za egipčanske številke, tako kot poznejše rimske številke, izvira iz števnih oznak, ki so se uporabljali za štetje. V obeh primerih je ta izvor imel za rezultat vrednosti, ki so uporabljale desetiško osnovo, vendar niso vključevale pozicijsko notacijo. Kompleksni izračuni z rimskimi številkami so za pridobitev rezultatov potrebovali pomoč mize za štetje (ali rimskega abaka). 
Zgodnji številski sistemi, ki so vključevali pozicijsko notacijo, niso bili decimalni, vključno s šestdestiškim (osnova 60) sistemom za babilonske številke in dvajsetiškim (osnova 20) sistemom, ki se je uporabljal v majevskih številkah. Zaradi tega koncepta mestne vrednosti je zmožnost ponovne uporabe enakih številk za različne vrednosti prispevala k enostavnejšim in učinkovitejšim metodam izračuna. 
Rhindov papirus, ki izvira približno iz leta 1650 pr. n. št. vendar pa je očitno prepis starejšega teksta, kaže, da so stari Egipčani obvladali osnovne računske operacije s celimi števili, pa tudi z ulomki. Egipčani so zlasti radi preoblikovali necela števila v vsoto ulomkov s števcem 1.
Neprekinjen zgodovinski razvoj sodobne aritmetike se začne s Helenistično civilizacijo v stari Grčiji. Pred  Evklidom okoli 300 pr.n.št., so se grške študije matematike prekrivale s filozofskimi in mističnimi prepričanji. Na primer, Nikomah je v svojem Uvodu v aritmetiko povzel stališče zgodnejšega pitagorejskega pristopa do števil in njihovih medsebojnih odnosov.
Grške številke so uporabljali Arhimed, Diofant in drugi v pozicijskem zapisu, ki se ne razlikuje veliko od sodobnega zapisa. Stari Grki do helenističnega obdobja niso imeli simbola za ničlo in so za števke uporabljali tri ločene nabore simbolov: en nabor za mesto enot, enega za mesto desetice in enega za stotice. Za mesto tisočice bi znova uporabili simbole za mesto enot itd. Njihov algoritem seštevanja je bil enak sodobni metodi, algoritem množenja pa se je razlikoval le malo. Algoritem pisnega deljenja je bil enak, algoritem kvadratnega korena, ki so ga uporabljali že v 20. stoletju, pa je bil znan Arhimedu (ki ga je morda tudi izumil). 
Stari Kitajci so imeli napredne aritmetične študije iz časov dinastije Shang in so se nadaljevale skozi dinastijo Tang, od osnovnih številk do napredne algebre. Stari Kitajci so uporabljali pozicijsko notacijo, ki je bila podobna grški. Ker tudi pri njih ni bilo simbola za nič, so imeli en nabor simbolov za mesto enot in drugi nabor za desetice. Za stotice so nato ponovno uporabili simbole za mesto enot itd. Natančen čas, ko so Kitajci začeli računati s pozicijsko notacijo, ni znan, čeprav je znano, da se je začela pred 400 pr.n.št. Stari Kitajci so prvi odkrili, razumeli in uporabili negativna števila. To je razloženo v Nine Chapters on the Mathematical Art (Jiuzhang Suanshu), ki jih je Lju Hui napisal v 2. stoletju pred našim štetjem.
Postopen razvoj indijsko arabskega številskega sistema je neodvisno vpeljal koncept vrednotenja mest in pozicijske notacije, ki je združil enostavnejše metode izračuna z decimalno osnovo in uporabo števke, ki predstavlja 0 . To je sistemu omogočilo, da dosledno predstavlja velika in majhna cela števila - pristop, ki je sčasoma nadomestil vse druge sisteme. V začetku 6-tega stoletja n.št. je indijski matematik Aryabhata v svoje delo vključil obstoječo različico tega sistema in eksperimentiral z različnimi zapisi. V 7. stoletju je Brahmagupta uveljavil uporabo 0 kot ločeno število in določil rezultate množenja, deljenja, seštevanja in odštevanja ničle in vseh drugih števil - razen rezultata deljenja z ničlo. Njegov sodobnik, sirski škof Severus Sebokht (650 n.št.), je dejal: "Indijci poznajo metodo izračuna, ki je nobena beseda ne more dovolj pohvaliti. Njihov racionalni matematični sistem ali njihova metoda izračuna. Mislim na sistem, ki uporablja devet simbolov. " Tudi Arabci so se naučili te nove metode in jo poimenovali hesab.
Čeprav je Codex Vigilanus opisal zgodnjo obliko arabskih številk (brez 0) do 976 n.št., je bil Leonardo iz Pize (Fibonacci) v prvi vrsti odgovoren za širjenje njihove uporabe po Evropi po izidu njegove knjige Liber Abaci leta 1202. Zapisal je: "Metoda Indijcev (latinsko Modus Indorum) presega vse znane metode izračuna. To je čudovita metoda. Izračuni se izvedejo z devetimi številkami in simbolom nič".
V srednjem veku je bila aritmetika ena od sedmih svobodnih umetnosti, ki jih poučujejo na univerzah.
Razcvet algebre v srednjeveškem islamskem svetu in tudi v renesančni Evropi je bil posledica velike poenostavitve računanja z desetiškim zapisom.
Za pomoč pri numeričnih izračunih so bile izumljene in se pogosto uporabljajo različne vrste orodij. Pred renesanso so bile to različne vrste abaka. Novejši primeri vključujejo logaritmska računalav, nomograme in mehanske kalkulatorje, na primer Pascalov kalkulator . Trenutno so jih nadomestili elektronski kalkulatorji in računalniki.

## Aritmetične operacije
Osnovne aritmetične operacije so seštevanje, odštevanje, množenje in deljenje, čeprav aritmetika vključuje tudi naprednejše operacije, kot so manipulacije z odstotki, kvadratne korene, potenciranje, logaritmične funkcije in celo trigonometrične funkcije. Aritmetične izraze je treba ovrednotiti glede na predvideno zaporedje operacij, ki edinstveno določijo vrstni red izvedbe. Vsak nabor objektov, na katerih je mogoče izvesti vse štiri aritmetične operacije (razen deljenja z ničlo) in kjer te štiri operacije spoštujejo običajne zakone (vključno z distributivnostjo), se imenuje polje.

### Seštevanje
Seštevanje, označeno s simbolom {\displaystyle +}, je najosnovnejša operacija aritmetike. V svoji preprosti obliki seštevanje združi dve številki, seštevanca ali sumanda v eno samo število, vsoto števil (na primer 2 + 2 = 4 ali 3 + 5 = 8 ).
Dodajanje končnega števila števil se lahko obravnava kot ponavljajoče se preprosto seštevanje; ta postopek je znan kot seštevanje, izraz, ki se uporablja tudi za "dodajanje neskončno veliko števil" v neskončnim vrstah. Ponavljajoče se dodajanje števila 1 je najosnovnejša oblika štetja; rezultat dodajanja 1 se običajno imenuje naslednik prvotnega števila.
Seštevanje je komutativno in asociativno, zato vrstni red, v katerem je dodano končno veliko izrazov, ni pomemben.
Otrokom se pogosto predstavi tabela parov številk od 0 do 9. Če se ga zapomnijo, lahko izvedejo kateri koli seštevanje.
Število 0 ima lastnost, da dodajanje kateremu koli številu da rezultat to isto število; torej je to nevtralni element za operacijo seštevanja ali aditivna identiteta.
Za vsako število x obstaja število, označeno z –x, imenovano nasprotna vrednost od x, tako da je x + (–x) = 0 in (–x) + x = 0. Torej je nasprotje od x inverzno od x glede na seštevanje ali aditivno inverzno od x. Na primer, nasprotje od 7 je −7, saj je 7 + (−7) = 0.
Seštevanje je mogoče razlagati tudi geometrijsko, kot je prikazano v sledečem primeru. Če imamo dve palici dolžin 2 in 5, potem, če sta palici poravnani ena za drugo, postane dolžina združene palice 7, saj je 2 + 5 = 7.
| + | 0 | 1  | 2  | 3  | 4  | 5  | 6  | 7  | 8  | 9  |
| - | - | -- | -- | -- | -- | -- | -- | -- | -- | -- |
| 0 | 0 | 1  | 2  | 3  | 4  | 5  | 6  | 7  | 8  | 9  |
| 1 | 1 | 2  | 3  | 4  | 5  | 6  | 7  | 8  | 9  | 10 |
| 2 | 2 | 3  | 4  | 5  | 6  | 7  | 8  | 9  | 10 | 11 |
| 3 | 3 | 4  | 5  | 6  | 7  | 8  | 9  | 10 | 11 | 12 |
| 4 | 4 | 5  | 6  | 7  | 8  | 9  | 10 | 11 | 12 | 13 |
| 5 | 5 | 6  | 7  | 8  | 9  | 10 | 11 | 12 | 13 | 14 |
| 6 | 6 | 7  | 8  | 9  | 10 | 11 | 12 | 13 | 14 | 15 |
| 7 | 7 | 8  | 9  | 10 | 11 | 12 | 13 | 14 | 15 | 16 |
| 8 | 8 | 9  | 10 | 11 | 12 | 13 | 14 | 15 | 16 | 17 |
| 9 | 9 | 10 | 11 | 12 | 13 | 14 | 15 | 16 | 17 | 18 |

### Odštevanje
Odštevanje, označeno s simbolom {\displaystyle -} deluje obratno od seštevanja. Odštevanje ugotovi razliko (iferencca) med dvema številkama, s zmanjševanec (minuend) minus odštevanec (subtrahend): D = M − S.
Za pozitivne argumente velja M in S :
Če je minuend večji od subtrahenda, je razlika D pozitivna.
Če je minuend manjši od subtrahenda, je razlika D negativna.
V vsakem primeru, če sta minuend in subtrahend enaka, je razlika D = 0.
Odštevanje ni ne komutativno ne asociativno. Zato se konstrukcija te inverzne operacije v sodobni algebri pogosto opusti v prid uvedbi koncepta inverznih elementov (kot je orisano pod § Seštevanje), kjer se odštevanje obravnava kot seštevanje inverznega aditiva, subtrahenda v minuend, to je a − b = a + (−b). 

### Množenje
Množenje, označeno s simboloma {\displaystyle \times } ali {\displaystyle \cdot } je druga osnovna operacija aritmetike. Množenje združi dve števili v eno število, tj. produkt. Dve izvorni števili se imenujeta množenec in množitelj, običajno obe preprosto imenujemo faktorja.
Množenje je mogoče obravnavati kot operacijo povečevanja. Če si števila predstavljamo, da ležijo na premici, je množenje s številom večjim od 1, recimo x, enako kot enakomerno raztezanje stran od 0, na tak način, da se število 1 razteza do mesta, kjer je bil x.
Množenje je komutativno in asociativno; je distributivno nad seštevanjem in odštevanjem. Nevtralni element za operacijo množenja je 1, množenje poljubnega števila z 1 pomeni isto število. 

### Deljenje
Deljenje, označeno s simboloma {\displaystyle \div } ali {\displaystyle /}, je matematična operacija nasprotna množenju.Rezultat deljenja je količnik (kvocient) dveh števil, deljenca (dividend) deljenega z deliteljem (divizor). Vsak deljenec, ki je deljen z nič, ni definiran. Za različna pozitivna števila velja, da če je deljenec večji od delitelja, je količnik večji od 1, sicer je manjši ali enak 1 (podobno pravilo velja za negativna števila). Količnik pomnožen z deliteljem, vedno za rezultat da deljenec.
Deljenje ni niti komutativno niti asociativno. Deljenje je množenje z recipročno vrednostjo delitelja kot faktorja, to je a ÷ b = a × ⁠1/b⁠.

## Osnovni izrek aritmetike
Osnovni izrek aritmetike pravi, da lahko vsako naravno število, večje od 1, zapišemo kot produkt praštevil, razen vrstnega reda množencev. Na primer, 252 ima samo en produkt praštevil:
252 = 2 2 × 3 2 × 7 1
Evklidovi Elementi so prvi predstavili ta izrek in dali delni dokaz (ki se imenuje Evklidova lema). Osnovni izrek aritmetike je prvi dokazal Carl Friedrich Gauss.
Osnovni izrek aritmetike je eden od razlogov, zakaj se 1 ne šteje za praštevilo. Drugi razlogi vključujejo Eratostenovo sito in sama definicija praštevila (naravno število večje od 1, ki ga ni mogoče oblikovati z množenjem dveh manjših naravnih števil).

## Desetiška aritmetika
Decimalni zapis se v splošnem nanaša na pisan številski sistem, ki se uporablja v arabskih številih in vsebuje števke osnove 10 ("desetiške") pozicijske notacije.
Sodobne metode za štiri temeljne operacije (seštevanje, odštevanje, množenje in deljenje) je prvi razvil Brahmagupta iz Indije. Te so bile v srednjeveški Evropi znane kot "Modus Indoram" ali Metode Indijcev. Pozicijska notacija (znan tudi kot "mestni zapis vrednosti") se nanaša na predstavitev ali kodiranje števil, ki uporabljajo isti simbol za različne rede velikosti (npr. "mesto enic", "mesto desetic", "mesto stotic"), in z uporabo decimalne vejice se uporabijo tudi isti simboli za predstavitev ulomkov (npr. "mesto desetin", "mesto stotin"). Na primer 507,36 označuje 5 stotic (102), plus 0 desetic (101), plus 7 enic (100), plus 3 desetinke (10-1) plus 6 stotine (10−2).
Koncept 0 kot števila, ki je primerljivo z drugimi osnovnimi števkami, je bistvenega pomena za to notacijo.
Algorizem vključuje vsa pravila za izvajanje aritmetičnih izračunov za ta tip številk. Na primer, seštevanje ustvari vsoto dveh poljubnih števil. Rezultat se izračuna s ponavljajočim se seštevanjem ene števke iz vsakega števila, ki zaseda isto pozicijo, in sicer od desne proti levi. Seštevalna tabela z desetimi vrsticami in desetimi stolpci prikazuje vse možne vrednosti za vsako vsoto. Če posamezna vsota presega vrednost 9 je rezultat predstavljen z dvema števkama. Skrajna desna števka je vrednost trenutne pozicije, in rezultat za kasnejše seštevanje števk na levi pa se poveča za vrednost druge (skrajno leve) števke, ki je vedno ena (ali nič). Ta prilagoditev se imenuje prenos vrednosti 1.
Postopek množenja dveh poljubnih števil je podoben postopku seštevanja. Tabela množenja z desetimi vrsticami in desetimi stolpci vsebuje rezultate za vsak par števk. Če posamezni produkt para števk presega 9, prilagoditev prenosa poveča rezultat vsakega naknadnega množenja iz števk na levo za vrednost, ki je enaka drugi (skrajno levi) števki, ki je katera koli vrednost od 1 to 8 (9 × 9 = 81). Dodatni koraki določajo končni rezultat.
Podobne tehnike obstajajo za odštevanje in deljenje.
Pravilni postopek množenja temelji na razmerju med vrednostmi sosednjih števk. Vrednost katere koli števke je odvisna od njene pozicije. Prav tako vsak položaj na levi strani predstavlja vrednost, ki je desetkrat večja kot pozicija na desni. V matematičnem smislu se eksponent z osnovo 10 poveča za 1 (na levo) ali se zmanjša za 1 (na desno). Zato se vrednost za poljubno števko pomnoži z vrednostjo 10 n s celim številom n. Seznam vrednosti, ki ustrezajo vsem možnim pozicijam za števko, je zapisan kot {..., 102, 10, 1, 10−1, 10−2, ...}. kot {..., 102, 10, 1, 10−1, 10−2, ...}. kot {..., 102, 10, 1, 10−1, 10−2, ...}. kot {..., 102, 10, 1, 10−1, 10−2, ...}.
Ponavljajoče množenje katerekoli vrednosti na tem seznamu z 10 ustvari drugo vrednost na seznamu. V matematični terminologiji je ta značilnost opredeljena kot zaprtje, in prejšnji seznam pa je opisan kot zaprtje za množenje. Je osnova za pravilno iskanje rezultatov množenja z uporabo prejšnje tehnike. Ta rezultat je primer uporabe teorije števil.

## Cela števila
Matematiko, ki se ukvarja s celimi števili, danes imenujemo teorija števil. Prve resne dosežke na tem področju so dosegli stari Grki. Preučevali so deljivost in odkrili praštevila in popolna števila.
Starogrško matematiko so pozneje razvijali Arabci.
V 17. stoletju je prišel do cele vrste novih odkritij na področju celih števil francoski matematik Pierre de Fermat. Po njem se imenujeta Fermatov mali izrek in Fermatov veliki izrek. 
Teorijo števil je dodatno dopolnil še Gauß, ki je preučeval številske kongruence (števila, ki dajo isti ostanek pri deljenju z danim številom).

## Realna števila
Nekatera necela števila lahko zapišemo kot razmerja celih števil (ulomki) – imenujemo jih racionalna števila. Že Pitagora je odkril, da obstajajo tudi necela števila, ki se jih ne da zapisati v taki obliki. Ta števila imenujemo iracionalna.
Računanje z iracionalnimi števili je dolga stoletja ostajalo odprt problem matematike, saj takih števil ne moremo zapisati niti z ulomki niti s končnim decimalnim zapisom. Pri praktičnem računanju so matematiki taka števila vedno nadomestili s približki.
Šele ob koncu 19. stoletja je Richard Dedekind postavil trdne teoretične osnove množice realnih števil. Množica realnih števil je sestavljena iz racionalnih in iracionalnih števil in je po številu elementov enaka množici točk na premici.
Po izumu računalnikov se je močno razvila tudi numerična matematika (imenovana tudi numerična analiza). Numerične metode reševanja matematičnih problemov so metode, ki temeljijo na računanju s približki. Med bolj znanimi je metoda bisekcije.

## Teorija števil
Do 19. stoletja je bila teorija števil sinonim za "aritmetiko". Obravnavani problemi so bili neposredno povezani z osnovnimi operacijami in so se nanašali na praštevila, deljivost in rešitev enačb v celih številih, kot je Fermatov veliki izrek. Zdelo se je, da je večina teh problemov, čeprav zelo elementarnih, zelo težkih in jih ni mogoče rešiti brez zelo poglobljene matematike, ki vključuje koncepte in metode iz mnogih drugih vej matematike. To je privedlo do novih vej teorije števil, kot so analitična teorija števil, algebrska teorija števil, diofantska geometrija in aritmetična algebrska geometrija. Wilesov dokaz Fermatovega velikega izreka je tipičen primer nujnosti sofisticiranih metod, ki presegajo klasične metode aritmetike, za reševanje problemov, ki jih lahko zastavimo v osnovni aritmetiki.